# 赤沼藩
赤沼藩（あかぬまはん）は、武蔵国比企郡赤沼村（現在の埼玉県比企郡鳩山町赤沼）を居所として、江戸時代前期に短期間存在した藩。1693年、大身旗本の内藤正勝が加増を受けて大名となり成立。石高は1万6000石であるが、所領は散在していた。2代目の内藤正友は常陸国那珂郡（真壁郡）高森村（現在の茨城県桜川市高森）に居所を移したともされる。1703年、内藤家は関東地方に散在していた領地を信濃国にまとめられ、岩村田藩に移された。
『寛政重修諸家譜』では内藤正勝の居所を「赤松村」と記載しており、これに基づいてかつては赤松藩と記述された。高森陣屋への藩庁移転が行われたとみて、それ以後を高森藩として扱う事典類もある。本項では、立藩から岩村田への移封までの時期を一括して扱う。

## 歴史

### 前史
藩主家の内藤家は、徳川家康に仕えた内藤忠政の四男・内藤正次（政次）に始まる家である。正次は書院番から徳川家綱の傅役を務めた人物であり、常陸国信太郡（500石）、武蔵国大里郡（500石）、下総国香取郡（500石）、上総国長柄郡（1000石）などに知行地を有していたが、寛文4年（1664年）に武蔵国比企郡内で2500石の加増を受け、合計5000石まで加増された。武蔵国比企郡赤沼村は、このときに内藤家の知行地となった。
正次の家を継いだのが、実の甥で婿養子となった内藤正勝である。家綱に小姓として出仕した人物で、家を継いだ後に上野国新田郡・山田郡内（1000石）で加増を受け、さらに御書院番頭・御留守居を歴任した。

### 立藩
元禄6年（1693年）11月28日、正勝は大坂定番に任じられた際、新たに摂津国・河内国の7郡内において1万石を加増され、1万6000石の大名に列した。居所は赤沼村に置かれた（『寛政重修諸家譜』では「武蔵国比企郡赤松村に居所を定む」とある）。しかし正勝は翌元禄7年（1694年）8月7日に大坂で死去した。
元禄7年（1694年）10月6日、子の正友の家督継承が認められるが、この際に大坂周辺の領地が収公されるなど知行地の再編が行われ、常陸国信太・真壁・那珂郡、下総国香取郡、上総国長柄郡、武蔵国大里・入間・比企郡、上野国山田郡の5か国9郡内にまたがる所領となった。同年12月11日に領知朱印状が交付された。元禄10年（1697年）にはじめて領地入りの暇を得ている。

### 常陸高森への移転説
『寛政重修諸家譜』の記述に従えば、内藤家は「赤松村」を居所とし、元禄16年（1703年）に岩村田に移る記述となっている。しかし、2代藩主内藤正友の時代に常陸国高森に陣屋を構えて移ったという説があり、「高森藩」と呼称する書籍もある。高森村には、慶安年間に土浦藩（朽木稙綱）の飛地領を管轄する陣屋が置かれており、内藤家はこれを引き継いだとされている。
『大和村史』（大和村役場、1974年）や『藩史事典』（秋田書店、1976年）によれば、正友は常陸国那珂郡高森村に陣屋を構えた。『藩と城下町の事典』は「高森藩」の項目を立てており、正友の家督継承後に行われた所領の再編の際に高森陣屋を構え、高森藩が立藩したとしている。ただし同書の「赤沼藩」の項目では、所領再編に触れつつも高森への移動に触れず、岩村田への移封をもって赤沼藩が廃藩となったとしている。
『角川日本地名大辞典』は、元禄8年（1695年）に「赤松藩」は常陸国高森に移封されて廃藩とある。ただし同書の高森村の項目では、土浦藩領になったあと「幕府と旗本大木氏の相給」になったと記しており、「幕府領になってから元禄16年まで陣屋が置かれた」「陣屋廃絶後代官知行所となった」との記述があるものの、内藤氏の知行や陣屋についての記載がない。なお『角川日本地名大辞典』によれば、内藤家領であった赤沼村は元禄15年（1702年）に幕府領になっている。

### 信濃岩村田への移封
正友は元禄16年（1703年）8月14日、信濃国岩村田藩への移封が命じられ、領地は佐久郡内にまとめられた。高森陣屋は内藤家時代を最後に廃絶し、陣屋跡・陣屋堀などの地名が残るという。

## 歴代藩主
内藤家
- 譜代 - 1万5000石 （1693年 - 1703年）

| 代 | 氏名                       | 官位・官職         | 就封                         | 在任期間                               | 前藩主との続柄・備考                                                           |
| -- | -------------------------- | ------------------ | ---------------------------- | -------------------------------------- | ------------------------------------------------------------------------------ |
| 1  | 内藤正勝 ないとう まさかつ | 従五位下・上野介   | 大坂定番となり 1万石加増入封 | 元禄6年 - 元禄7年 （1693年 - 1694年）  | 内藤政季（内藤忠政の三男 ・内藤政吉の子）の長男 内藤政次（忠政の四男）の婿養子 |
| 2  | 内藤正友 ないとう まさとも | 従五位下・式部少輔 | 遺領相続 （父の死去により）  | 元禄7年 - 元禄16年 （1694年 - 1703年） | 先代の長男 信濃国岩村田藩1万6千石へ移封                                        |

## 備考
- 『寛政重修諸家譜』には、内藤正勝の居所が「武蔵国比企郡赤松村」と記載されている[6]。「赤松村」の所在は不明であったが、『寛政重修諸家譜』の記載に基づき、事典類には長らく「赤松藩」の名で記載されていた[6][注釈 6]。20世紀の終わりに山中清孝によって赤松村が赤沼村であることが立証され、事典類の記載も一新されたという[6]。